# Доненбаева, Камшат Байгазиновна
Камшат Байгазиновна Доненбаева (15 сентября 1943 — 9 ноября 2017) — трактористка, Заслуженный наставник молодёжи Казахской ССР, Герой Социалистического Труда. Депутат Совета Национальностей Верховного Совета СССР 9-11 созывов (1974—1989) от Казахской ССР, заместитель председателя Совета Национальностей, член Президиума Верховного Совета СССР. Член КПСС с 1973 года, делегат XXV и XXVI съезда КПСС. Член Центральной ревизионной комиссии КПСС (1981—1986).

## Биография
Родилась в селе Ленинское Ленинского района Кустанайской области. По национальности казашка. Происходит из рода уак.
Начала работать в 1957 году на Демьяновском элеваторе, с 1961 года — трактористка совхоза «Харьковский» Боровского района Кустанайской области. В том же она окончила механизаторские курсы и пришла работать во вновь организованный совхоз «Харьковский». Ей доверили колёсный трактор «Беларусь», на котором уже через год она выработала 1018 гектаров пахоты вместо 720 плановых, ежегодно выполняя сменные нормы на 150—200 процентов. Она была награждена орденом Ленина, избрана депутатом областного Совета народных депутатов, членом Боровского районного комитета Компартии Казахстана.
В 1972 году она стала победителем на областном соревновании пахарей, на республиканском конкурсе заняла третье место, а на всесоюзном в Зернограде Ростовской области — призовое. В 1973 году К. Доненбаева выработала 3000 гектаров мягкой пахоты.
За выдающиеся успехи в труде и досрочное выполнение заданий девятой пятилетки Указом Президиума Верховного Совета СССР от 10 февраля 1975 года Доненбаевой Камшат Байгазиновне присвоено звание Героя Социалистического Труда с вручением ордена Ленина и Золотой медали «Серп и Молот».
В 2002 году совершила хадж в Мекку.

## Семья
Муж (с 1960 года) — Темирбек Габдулович Доненбаев, ныне покойный. Четверо детей, 15 внуков, и 8 правнуков

## Награды и звания
- СССР
- Герой Социалистического Труда
- Заслуженный наставник молодёжи Казахской ССР (1 октября 1981 г.)
- два ордена Ленина
- орден «Знак Почёта»
- Государственная премия СССР
- Медаль «За освоение целинных земель»
- два Медаль «Ветеран труда»
- Юбилейная медаль «Сорок лет Победы в Великой Отечественной войне 1941—1945 гг.»
- Казахстан
- 2001 — Медаль «10 лет независимости Республики Казахстан»
- 2008 — Медаль «10 лет Астане»
- 2003 — Почётный гражданин города Костаная (22 июля)
- 2004 — Медаль «50 лет Целине»
- 2011 — Медаль «20 лет независимости Республики Казахстан»
- 2013 — Почётный гражданин Костанайской области (16 августа)
- 2016 — Медаль «25 лет независимости Республики Казахстан»
- 2016 — Медаль «Ветеран Труда» Республики Казахстана